# 霍羅布拉河
霍羅布拉河（烏克蘭語：Хоробра），是烏克蘭的河流，位於該國中部，屬於羅斯河的支流，流經基輔州和切爾卡瑟州，河道全長29公里，流域面積287平方公里，河口處在斯泰布利夫北部。